# Львівська обітниця

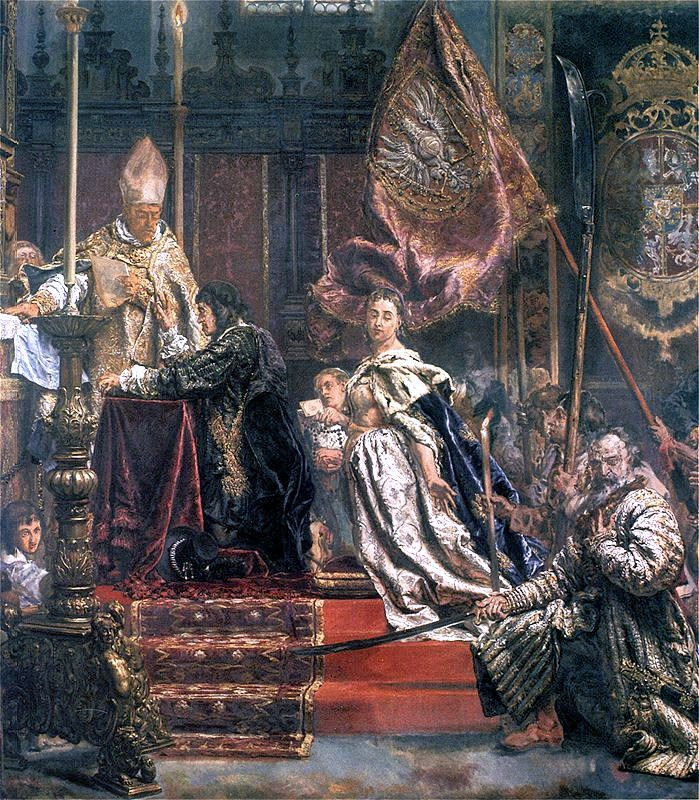
Обітниця Яна II Казимира в Латинському соборі 1 квітня 1656 року (фрагмент картини Яна Матейка)

Льві́вська обі́тниця Йоа́на Казими́ра (пол. Śluby lwowskie) — обітниця, яку 1 квітня 1656 року за часів «шведського потопу» дав перед образом Богородиці монарх Речі Посполитої Ян II Казимир у каплиці Домагаличів Львівського катедрального собору перед чудотворним образом (іконою) Матері Божої Милостивої під час меси, яку відправляв нунцій П'єтро Відоні. Король попросив Матір Божу допомогти в боротьбі проти шведів, що напали на Польщу. Натомість, обіцяв звільнити селян від «гноблення і несправедливих обтяжень», чим сподівався заохотити їх до боротьби зі шведами та московитами.